# Charlotte av Savojen
Charlotte av Savojen, född 11 november 1441, död 1 december 1483, var en fransk drottning, gift 1451 med Ludvig XI av Frankrike. Hon var mor till Karl VIII av Frankrike, Anne de Beaujeu och Jeanne. Hon var ställföreträdande regent under kungens frånvaro i september 1465, och medlem i förmyndarregeringen 1483. 

## Biografi
Charlotte var dotter till hertig Ludvig I av Savojen och Anna av Cypern. 
Vigseln mellan Charlotte och Frankrikes tronföljare Ludvig ägde rum i Chambéry i mars 1451 (senare en andra gång i Grenoble). Äktenskapet hade arrangerats av Ludvig själv i syfte att avla barn, sedan han flera gånger utan framgång hade försökt få sin fars tillstånd att gifta sig, och bröllopet ägde rum utan den franske kungens tillstånd.  Katolska kyrkans lag stadgade att den lägsta giftermålsåldern för en flicka var 12 år, och det är troligt att äktenskapet inte fullbordades förrän hon uppnådde denna ålder, kanske inte förrän hon fyllde 14. Hon började dock leva tillsammans med sin make direkt efter bröllopet, och flyttade till hans hem i Dauphine, där han var guvernör. 
Ludvig lämnade Dauphine och bosatte sig år 1456 i Burgund, där han bosatte sig under beskydd av hertigen av Burgund och på avstånd från sin far, men lämnade kvar Charlotte.  Ludvig skickade år 1457 efter Charlotte på uppmaning av hertigen av Burgund, och hon reste till honom i Namur, där äktenskapet fullbordades, om det inte hade blivit det förut.  Paret levde sedan i exil på slottet Genappe i Burgund. Under tiden i Burgund födde hon fem barn i tät följd. Paret fick åtta barn men endast tre blev vuxna.  Ludvig fick ansvaret för sönernas uppfostran, medan Charlotte uppfostrade och utbildade döttrarna.  

### Drottning
I juli 1461 blev Ludvig kung, och lämnade omedelbart Burgund för att bestiga den franska tronen. Han lämnade kvar Charlotte i Burgund med instruktioner att leva på välgörenhet från Isabella av Bourbon, och hon fick så småningom ta sig själv till Paris utan hans hjälp.  
Ludvig gav Charlotte ett blygsamt underhåll och installerade henne på slottet Amboise, och där han ibland besökte henne när han ville ägna sig åt jakt.  Ludvig XI ogillade representation och hade egentligen inget hovliv alls, utan höll Charlotte isolerad från offentligheten och eventuella politiska intriger.  Hon levde med sitt eget hov, bestående av bland annat hennes systrar.  Hon var intresserad av litteratur och berömd för sitt fina bibliotek på slottet Amboise, som skulle komma att utgöra stommen till kungliga franska biblioteket.  Hon tillbringade sin tid med fromhetsövningar, spelade spel, sydde, lyssnade på sin hovlutspelare och övervakade sina döttrars uppfostran. Hennes hovstat sköttes under överinseende av hennes hovdam Madame de Bussieres. 
En av de ytterst få tillfällen hon medverkade i någon form av offentligt sammanhang var år 1470, då kungen tog emot två engelska sändebud och förde dem med sig till Amboise, där de också fick hälsa på Charlotte. 
Charlotte beskrivs som ett ideal av en dygdig, trogen och from hustru enligt den tidens ideal, men hon ansågs inte vara attraktiv, och Ludvig ska ha ignorerat henne förutom när han gjorde henne gravid av politiska skäl, och han fortsatte vara otrogen mot henne äktenskapet igenom. Krönikören Phillip de Commynes beskrev Charlotte som: "utmärkt i många avseenden, hon var inte en kvinna i vilken en man kunde finna behag, men på det hela taget en mycket god kvinna", medan Böhmens ambassadör anmärkte att det var synd att hon var så alldaglig till utseendet.  Sedan deras son Francois avled 1472, lovade Ludvig att inte längre vara otrogen, ett löfte han ska ha hållit.

### Änkedrottning
Ludvig XI avled i augusti 1483, och efterträddes av deras minderårige son. Maken hade inte utnämnt någon regent för sonen under hans omyndighet, men han hade utnämnt ett förmyndarråd, där Charlotte liksom hennes två svärsöner ingick. Charlotte blev därmed inte regent men ändå medlem i regeringen, även om det i praktiken blev hennes dotter Anne som kom att fungera som Frankrikes regent. Charlotte avled i december, några månader efter maken.

## Barn
1. Joaquim, född och död 1459
2. Anne de Beaujeu (1461 - 1522; under sin bror Karl VIII:s omyndighet regerade hon Frankrike)
3. Jeanne av Frankrike (1464 - 1505; gift med Ludvig XII av Frankrike
4. Karl VIII av Frankrike (1470 - 1498)
5. 2 söner, 1 dotter, döda i barndomen